# Sematophyllum tenerifolium
Sematophyllum tenerifolium är en bladmossart som beskrevs av Brotherus 1925. Sematophyllum tenerifolium ingår i släktet Sematophyllum och familjen Sematophyllaceae. Inga underarter finns listade i Catalogue of Life.